# Platja del Gurugú (Benicarló)
La platja del Gurugú és una platja de còdols i grava, a la part terrestre, i d'arena, a la part marina, del municipi de Benicarló a la comarca del Baix Maestrat (País Valencià).
Paral·lela a la carretera que uneix Benicarló amb Peníscola, limita al nord amb la platja del Morrongo i al sud amb la platja de la Caracola, separades per la rambla d'Alcalà. Té una longitud de 950 m, amb una amplària mitjana de 15 m.
Disposa d'accés per carrer i carretera. Tot i estar l'entorn prou urbanitzat és una platja tranquil·la, amb uns nivells d'ocupació baixos.